# Minoru Arakawa
Minoru Arakawa (荒川 實, Arakawa Minoru, nascut el 3 de setembre de 1946) és un empresari japonès conegut per ser el fundador i expresident de Nintendo Amèrica, i el cofundador de Tetris Online, Inc.

## Biografia
Minoru Arakawa va néixer el 3 de setembre de 1946 a Kyoto, Japó, sent el segon fill de Waichiro Arakawa i Michi Ishihara. Waichiro era el director d'Arakawa Textiles, i es preocupava més per mantenir relacions positives amb proveïdors i clients que no pas per fer créixer l'empresa. Michi era una artista, que passava les tardes al jardí familiar o al seu estudi; les seves pintures eren penjades a casa seva. La família d'Arakawa era rica; el total de béns immobles de la família Arakawa era aproximadament una cinquena part del districte central de la ciutat de Kyoto.
Arakawa va començar a estudiar a la Universitat de Kyoto el 1964, cursant classes generals durant els dos primers anys abans de centrar-se en enginyeria civil. Es graduaria amb un màster el 1969, abans de traslladar-se a Boston el 1971 per a continuar estudiant enginyeria civil al Massachusetts Institute of Technology. Per eixa època va ser testimoni de diverses protestes contra la participació dels EUA a la guerra del Vietnam, però no hi va participar. Arakawa es va graduar al MIT amb un segon màster el 1972. Després d'una conversa al campus amb un grup de joves empresaris japonesos, va decidir intentar trobar feina en una empresa comercial. En tornar al Japó va ser contractat per Marubeni, una companyia de Tòquio que havia desenvolupat hotels i edificis d'oficines. En una festa de Nadal a Kyoto Arakawa va conèixer a Yohko Yamauchi, la filla del president de Nintendo (Hiroshi Yamauchi). Ells es van casar el novembre de 1973. Arakawa juntament amb la seva dona i sa filla de tres anys, Maki, es van traslladar a Vancouver (Canadà) el 1977 per feina. Una segona filla, Masayo, va néixer el 1978.
Hiroshi Yamauchi va oferir a Arakawa fundar Nintendo of America; tot i que Yohko s'oposava a que acceptés el nou càrrec, havent vist l'impacte que la companyia havia tingut sobre el seu pare, Arakawa va acceptar l'oferta. Arakawa i la seva dona van establir una oficina a Manhattan el 1980, i Arakawa es va convertir en el primer president de la companyia. Després d'una desastrosa experiència amb el videojoc arcade Radar Scope que Arakawa havia d'importar als EUA, ell es va revoltar convertint el molt mal rebut Radar Scope en el fenomenal i reeixit Donkey Kong; que va tenir moltes seqüeles. Com aquest va ser el primer videojoc en tenir el personatge de Mario, a Arakawa se li atribueix el nom el personatge; un nom que provenia del propietari italià que tenia aleshores, i que es deia Mario Segale. A partir del 1985, ell i Howard Lincoln van ser fonamentals reconstruint la indústria dels videojocs als EUA (després de la fallida total de 1983) amb la Nintendo Entertainment System. Arakawa també va contractar a Howard Phillips, que demostraria ser inestimable en la creació de la revista Nintendo Power. Arakawa va dimitir com a president de NOA i el va succeir Tatsumi Kimishima, antic director de finances de la filial Pokémon de Nintendo, el gener de 2002. Arakawa va guanyar un premi per la seva carrera el 2007 als Interactive Achievement Awards.
El gener de 2006 Arakawa va cofundar Tetris Online, Inc. amb Henk Rogers i el creador de Tetris Alexey Pajitnov, empresa que va desenvolupar diversos jocs per a Nintendo DS, Wii, iOS, i Facebook. Arakawa va exercir de president de Tetris Online, Inc. fins al març de 2013. També va treballar en qualitat d'assessor amb Avatar Reality.

## Anotacions
1. ↑  El germà major de Minoru Arakawa, Shoichi, es va fer càrrec de l'empresa familiar a posteriori. La seva germana es va casar amb un professor de medicina.[3]